# Municipio de Benton (condado de Knox)
El municipio de Benton (en inglés: Benton Township) es un municipio ubicado en el condado de Knox en el estado estadounidense de Misuri. En el año 2010 tenía una población de 188 habitantes y una densidad poblacional de 1,99 personas por km².

## Geografía
El municipio de Benton se encuentra ubicado en las coordenadas 40°15′35″N 92°7′6″O / 40.25972, -92.11833. Según la Oficina del Censo de los Estados Unidos, el municipio tiene una superficie total de 94.64 km², de la cual 94 km² corresponden a tierra firme y (0,68 %) 0,64 km² es agua.

## Demografía
Según el censo de 2010, había 188 personas residiendo en el municipio de Benton. La densidad de población era de 1,99 hab./km². De los 188 habitantes, el municipio de Benton estaba compuesto por el 98,94 % blancos, el 1,06 % eran afroamericanos. Del total de la población el 0 % eran hispanos o latinos de cualquier raza.